# SOHO東海廣場
SOHO東海廣場位於上海靜安區南京西路商圈的銅仁路299號，樓高217米，共52層，是SOHO中國投資的項目。SOHO東海廣場1至2樓設有商鋪，其餘樓層用作寫字樓。

## 历史
2009年8月，SOHO中國向摩根士丹利旗下的Anderson以24.5億人民幣收購東海廣場，並命名為SOHO東海廣場，是SOHO中國首個位於上海的項目。東海廣場原址為上海電子計算機廠廠房，長江計算機集團、上海安聯投資發展公司、開開集團、靜安土地開發控股總公司、綠城集團及摩根士丹利亦曾先後持有東海廣場地皮。

## 鄰近建築
- 上海商城
- 上海展覽中心

## 外部連結
- SOHO東海廣場介紹（页面存档备份，存于）